# Кнессет 24-го созыва
Кнессет 24-го созыва (ивр. הכנסת העשרים וארבע‎) — парламент Государства Израиль, избранный на парламентских выборах в марте 2021 года.
Кнессет 24-го созыва был приведен к присяге 6 апреля 2021 года.
Кнессет 24-го созыва начинал свою работу на фоне политического кризиса; три предыдущих Кнессета, в общей сложности, просуществовали менее двух лет.
20 июня 2022 г. лидеры коалиции Нафтали Беннет и Яир Лапид решили распустить парламент и провести внеочередные выборы. В результате в Израиле состоялись пятые за три с половиной года выборы.

## Состав
В Кнессете 24-го созыва представлены 13 фракций.
Крупнейшая партия — «Ликуд» — состоит из 30 депутатов, наименьшая — РААМ — из четырёх.
В этом составе Кнессета 17 депутатов впервые стали ими. 30 парламентариев — женщины. 20 депутатов родились не в Израиле.
В Кнессет 24-го созыва избраны восемь русскоязычных депутатов: четыре от партии «Наш дом Израиль», два от партии «Еш Атид», и по одному от «Ликуда», один от «Тиква Хадаша».

### Члены кнессета
Официальные данные по членам кнессета
- По норвежскому закону депутаты, ставшие министрами, вышли из состава Кнессета и уступили свои места следующим по списку членам своих партий.

#### Ликуд
30 мандатов
- Биньямин Нетаниягу
- Юлий Эдельштейн
- Исраэль Кац
- Мири Регев
- Ярив Левин
- Йоав Галант
- Нир Баркат
- Гила Гамлиэль
- Ави Дихтер
- Галит Дистель-Атбарьян
- Хаим Кац
- Эли Коэн
- Цахи Ханегби
- Офир Акунис
- Юваль Штайниц
- Давид Амсалем
- Гади Иваркан
- Амир Охана
- Офир Кац
- Эти Хава-Атия
- Йоав Киш
- Давид Битан
- Керен Барак
- Шломо Караи
- Мики Зоар
- Орли Леви-Абекасис
- Кэти Шитрит
- Офир Софер (Религиозный сионизм)
- Фатин Мула
- Май Голан

#### Еш Атид
(17 мандатов)
- Яир Лапид — Министр иностранных дел
- Орна Барбивай — Министр экономики, её сменила депутат Ясмин Фридман
- Меир Коэн — Министр труда
- Карин Эльхарар — Министр энергии, её сменила депутат Инбар Безек
- Мерав Коэн — Министр по делам социального равенства, её сменил депутат Моше Тур-Паз
- Йоэль (Константин) Развозов — Министр туризма, его сменила депутат Татьяна Мазарская
- Элазар Штерн — Министр разведки
- Мики Леви
- Мейрав Бен-Ари
- Рам Бен-Барак
- Йоав Сегалович — Заместитель министра внутренней безопасности
- Боаз Топоровски
- Идан Ролль — Заместитель министра иностранных дел, его сменил депутат Симон Давидсон
- Юрай Лахав-Херцано
- Владимир Белиак
- Рон Кац
- Нира Шпак

#### ШАС
(9 мандатов)
- Арье Дери
- Яаков Марги
- Йоав Бен-Цур
- Михаэль Малкиэли
- Хаим Битон
- Моше Арбель
- Инон Азулай
- Моше Абутбуль
- Уриэль Босо

#### Кахоль-лаван
(8 мандатов)
- Бени Ганц Министр обороны
- Пнина Тамено-Шете — Министр абсорбции, её сменил депутат Алон Таль
- Йехиэль Троппер — Министр культуры и спорта, его сменил депутат Муфид Марьи
- Михаэль Битон
- Орит Фаркаш-Хакоэн — Министр науки и технологии, её сменила депутат Рут Вассерман-Ланде
- Алон Натан Шустер — Заместитель министра обороны
- Эйтан Гинзбург
- Яэль Рон Бен-Моше

#### Ямина
(7 мандатов)
- Нафтали Беннет — Глава правительства
- Айелет Шакед — Министр внутренних дел, её сменил депутат Йомтов Хай Кальфон
- Матан Кахане — Министр по делам религий, его сменила депутат Ширли Пинто
- Амихай Шикли — мятежный депутат, голосовал против создания правительства, против принятия бюджета 2021/2022 и за вотум недоверия правительству[10]
- Алон Давиди — 3-е место в списке, за день до инаугурации Кнессета объявил о своём выходе из списка. Его место заняла Идит Сильман — 8-й номер в списке[11] — Председатель коалиции до своего увольнения и выхода из партии 6 апреля 2022 года[12]
- Нир Орбах — 6-е место в списке — председатель комиссии по делам Кнессета, министр по делам поселенчества 7 апреля 2022 года выдвинул ультиматум, в случае невыполнения которого, покинет коалицию[13]
- Абир Кара — Заместитель министра в министерстве главы правительства

#### Яхадут ха-Тора
(7 мандатов)
- Моше Гафни
- Яаков Лицман
- Ури Маклев
- Меир Поруш
- Яаков Ашер
- Исраэль Эйхлер
- Ицхак Пиндрус

#### Авода
(7 мандатов)
- Мерав Михаэли — Министр транспорта
- Омер Бар-Лев — Министр внутренней безопасности, его сменила депутат Наама Лазими
- Эмили Моати
- Гилад Карив
- Эфрат Рейтан
- Рам Шефа
- Ибтисам Мараана

#### Наш дом — Израиль
(7 мандатов)
- Авигдор Либерман — Министр финансов, его сменила депутат Элина Бардач-Ялова — 10-е место в списке партии.
- Одед Форер — Министр сельского хозяйства, его сменила депутат Лимор Маген-Телем — 9-е место в списке партии.
- Евгений Сова
- Эли Авидар
- Юлия Малиновская
- Хамед Амар — Министр в министерстве финансов, его сменил депутат Йосеф Шайн — 8-е место в списке партии.
- Алекс Кушнир

#### Объединённый список
(6 мандатов)
- Айман Оде
- Ахмед Тиби
- Сами Абу Шхаде
- Аида Тума-Слима
- Усама Саади
- Офер Касиф

#### Тиква Хадаша
(6 мандатов)
- Гидеон Саар — Министр юстиции, его сменила депутат Михаль Шир Сегман
- Ифат Шаша-Битон — Министр образования
- Зеэв Элькин — Министр строительства, его сменил депутат Меир Ицхак Алеви
- Йоаз Хендель — Министр связи, его сменил депутат Цви Хаузер
- Шарен Хаскель
- Беньямин Зеэв Бегин

#### Ха-Цийонут ха-Датит
(6 мандатов)
- Бецалель Смотрич
- Михаль Вальдигер
- Итамар Бен-Гвир
- Симха Ротман
- Орит Струк
- Ави Маоз

#### Мерец
(6 мандатов)
- Ницан Хоровиц — Министр здравоохранения, его сменила депутат Михаль Розин
- Тамар Зандберг — Министр экологии, её сменил депутат Габи Ласки
- Яир Голан
- Джида Ринауи Зоаби
- Иссауй Фредж — Министр регионального сотрудничества, его сменил депутат Али Салалха
- Моси Раз

#### РААМ
(4 мандата)
- Мансур Аббас
- Масуд Ганаим
- Валид Таха
- Саид аль-Харуми